# Chiesa del Salvatore sul Sangue Versato
La chiesa del Salvatore sul Sangue Versato (in russo Храм Спаса на Крови?, Chram Spasa na Krovi), ufficialmente cattedrale della Resurrezione di Cristo sul Sangue (in russo cобор Воскресения Христова на Крови?, sobor Voskresenija Christova na Krovi, è una chiesa di San Pietroburgo, che sorge sulla riva del canale Griboedova e vicino al parco Michajlovskij del Museo russo, non lontano dalla Prospettiva Nevskij. Fu eretta sul luogo dove venne ucciso lo zar Alessandro II di Russia, vittima di un attentato il 13 marzo 1881 (il 1º marzo per il calendario giuliano allora in vigore).

## Architettura

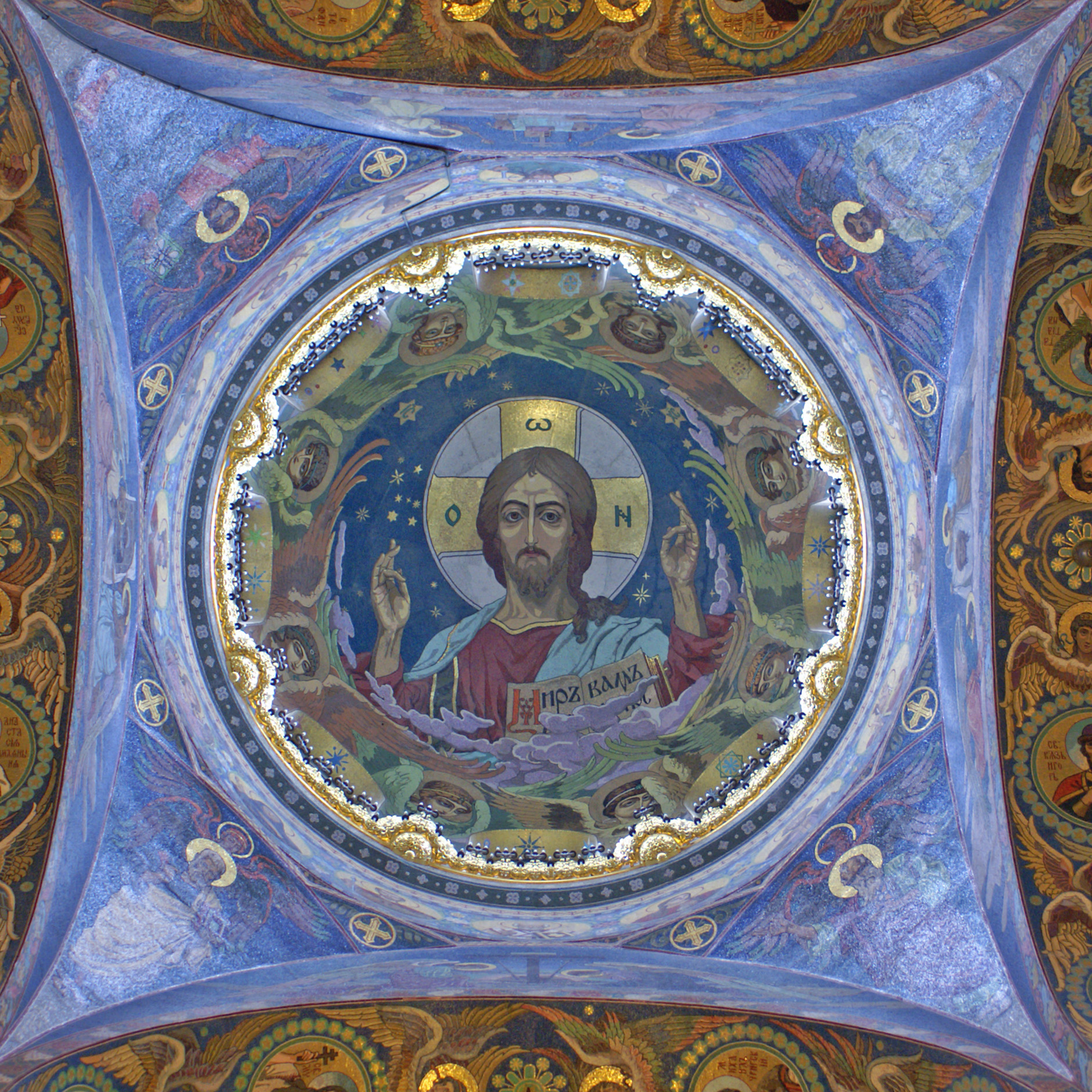
Un esempio delle volte decorate a mosaico.

Sotto il profilo architettonico, questa cattedrale è molto diversa da tutte le altre della città, principalmente barocche o di tipo neoclassico: qui invece si può vedere una forte influenza dell'architettura russa medievale, delle chiese del XVII secolo di Jaroslavl' e della famosissima cattedrale di San Basilio di Mosca. È ricoperta di oltre 7000 metri quadri di mosaico, a parere dei restauratori la superficie maggiore al mondo, più di quanto si trovi nella basilica di San Marco a Venezia.
Praticamente ricoperta nella totalità da smalti variopinti, piastrelle di ceramica e di vetro colorato, architravi ornamentali, è ornata anche da 5 cupole, con circa 1000 metri quadri della loro superficie decorati, quasi ingioiellati. Il campanile è decorato con gli stemmi di città e regioni dell'impero russo riprodotti in mosaico.
Gli interni furono progettati da alcuni dei più famosi artisti russi dell'epoca, tra i quali Vasnecov, Nesterov e Vrubel', mentre l'artefice principale, Parland era e rimane relativamente misconosciuto. Fatto per nulla sorprendente, la costruzione si spinse molto oltre i limiti del bilancio preventivato di circa 3,6 milioni di rubli fino alla cifra di circa 4,6 milioni. Anche i succitati mosaici hanno certamente aiutato a sforare i preventivi iniziali; le mura e i soffitti di tutto l'edificio sono ricoperti di vere e proprie opere d'arte musive, estremamente descrittive e ricche di particolari, rappresentanti scene bibliche, contornate di bordi molto decorati.

## Storia

### La costruzione dell'edificio
L'edificazione di questa chiesa ebbe inizio nel 1883 durante il regno di Alessandro III, come luogo di memoria per il padre, assassinato due anni prima in quello stesso luogo: i lavori non procedettero molto speditamente e venne completata solo nel 1907, regnante Nicola II: i fondi necessari vennero attinti dalle casse della famiglia imperiale con l'aiuto di numerosi donatori privati.

### L'assassinio
In questo punto della città il canale Griboedov scorre rinchiuso tra due rive, percorribili all'epoca anche in carrozza: mentre lo zar passava lungo l'alzaia, un militante di Narodnaja volja lanciò una bomba che esplose lasciando però incolume il sovrano che scese dalla carrozza e fu investito dall'esplosione di un altro ordigno, lanciato da un secondo attentatore. Alessandro II, gravemente ferito, venne trasportato al Palazzo d'Inverno, dove spirò pochi minuti dopo.
Un santuario temporaneo venne edificato sul luogo, mentre si studiava un progetto permanente. Si decise di allargare il lungo-canale costruendovi una chiesa che racchiudesse il luogo dell'avvenimento, che è ora ricordato da un altare decorato di topazi, lazurite e altre pietre preziose.

### La rivoluzione del 1917 e la seconda guerra mondiale
Nel periodo subito posteriore alla rivoluzione russa, la chiesa venne saccheggiata e depredata, oltre che gravemente danneggiata nei suoi interni artistici. A novembre del '30, il soviet trasferì i pochi beni rimasti alla chiesa al museo della cattedrale di Sant'Isacco, dove però gli ex prigionieri politici che si occupavano della gestione non erano in grado di amministrare l'enorme edificio e il suo patrimonio splendido e mantenerlo in ordine. Per un periodo la cattedrale non fu retta da nessuno e si arrivò al punto in cui, nel novembre 1931, il comitato regionale per gli affari di culto decise che venisse disassemblata, sentenza fortunatamente cancellata in un momento successivo.
La decisione di smantellarla era tornata ad essere attuale nel 1938, e si era pianificato il tutto per il 1941, momento in cui pareva che il suo destino, al pari di quello di molte altre chiese russe, fosse stato deciso. Nuovamente la fortuna arrise a questo stupendo esempio di architettura, e gli esperti chiamati a demolirla vennero inviati al fronte insieme al resto della popolazione, per combattere la seconda guerra mondiale.
Durante il terribile assedio di Leningrado (nome della città in quegli anni) da parte della Wehrmacht venne utilizzato come magazzino per le verdure, meritandosi in questo modo un soprannome poco rispettoso, e addirittura come obitorio per i corpi degli abitanti morti nell'assedio. Come molti altri edifici in città, soffrì gravissimi danni e dopo la guerra passò ad essere usato come magazzino di un vicino teatro lirico.

### Il dopoguerra
Nel 1956 le autorità cittadine decidevano nuovamente di demolire la chiesa per far posto a una nuova strada, durante una modifica della viabilità. Solamente nel 1968 le venne garantita la protezione dell'omologo del ministero delle belle arti e dell'architettura.

### La cattedrale al giorno d'oggi
Nel luglio 1970 la direzione della chiesa passò alla cattedrale di Sant'Isacco, all'epoca un museo molto redditizio, i cui profitti vennero deviati a favore dei lavori di restauro. Il direttore di questo museo era riuscito a convincere le autorità e i responsabili del ministero della cultura che l'edificio era di considerevole valore storico e artistico. Le opere furono lunghe e travagliate, e terminarono dopo quasi un trentennio, nell'agosto 1997. Dopo la riapertura, non è stata riconsacrata e non è quindi utilizzata come tempio religioso a tempo pieno; è invece un museo dedicato al mosaico. Anche prima della rivoluzione, però, non era mai stata un edificio di culto; essendo designata solo al ricordo e al cordoglio privato per lo zar assassinato, la chiesa ortodossa lo utilizzava solo per la panichida, la cerimonie di commemorazione. Il governo sovietico decise di aprirla al pubblico, ma i danni si fecero notare subito, dato che l'edificio non era progettato per accogliere migliaia di persone.
Nel 2005 è stato avviato un progetto di restaurazione/ricreazione della Porta Reale (perduta negli Anni Venti durante il periodo sovietico). Interamente realizzata con smalti a fuoco e basata su foto e litografie d'epoca, la nuova Porta Reale, disegnata su progetto di V. J. Nikol'skij e S. G. Kočetova, è stata realizzata dall'artista smaltatrice L. Solomnikova e dal suo atelier. La Porta Reale è stata inaugurata e consacrata il 14 marzo 2012 da Amvrosij, vescovo ortodosso di Gatčina, nel 129º anniversario della morte dello zar Alessandro II.
La cattedrale è attualmente una delle maggiori attrattive per i turisti che visitano la città.

## Particolarità
- È l'unico monumento sopravvissuto in onore di Alessandro II.
- Dopo il 1930, anno di arresto delle cerimonie specificatamente religiose, uno dei pochi eventi di questo tipo officiati nella cattedrale è stato il 23 maggio 2004, ovviamente in onore dello zar ivi assassinato.

## Galleria d'immagini

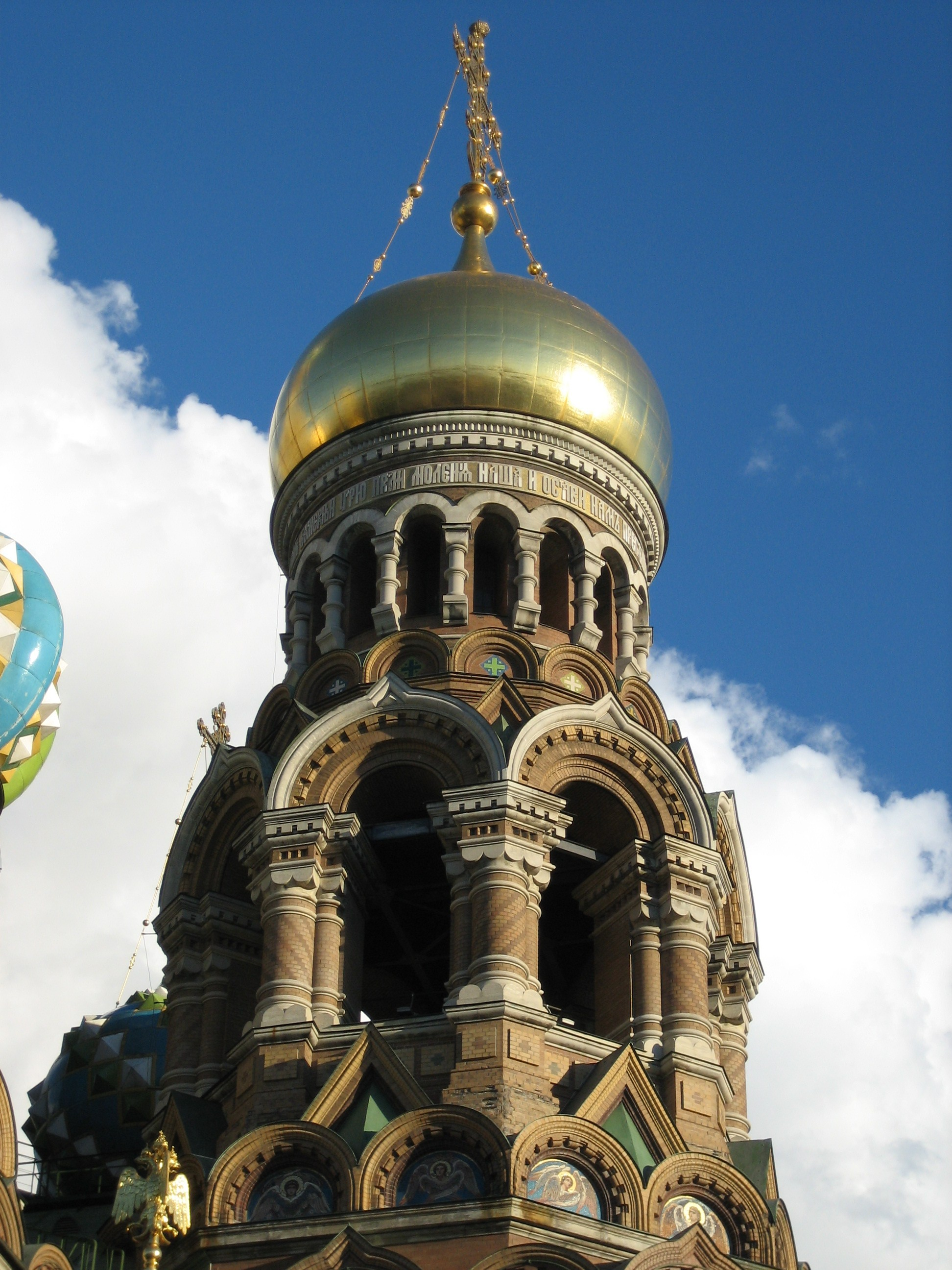
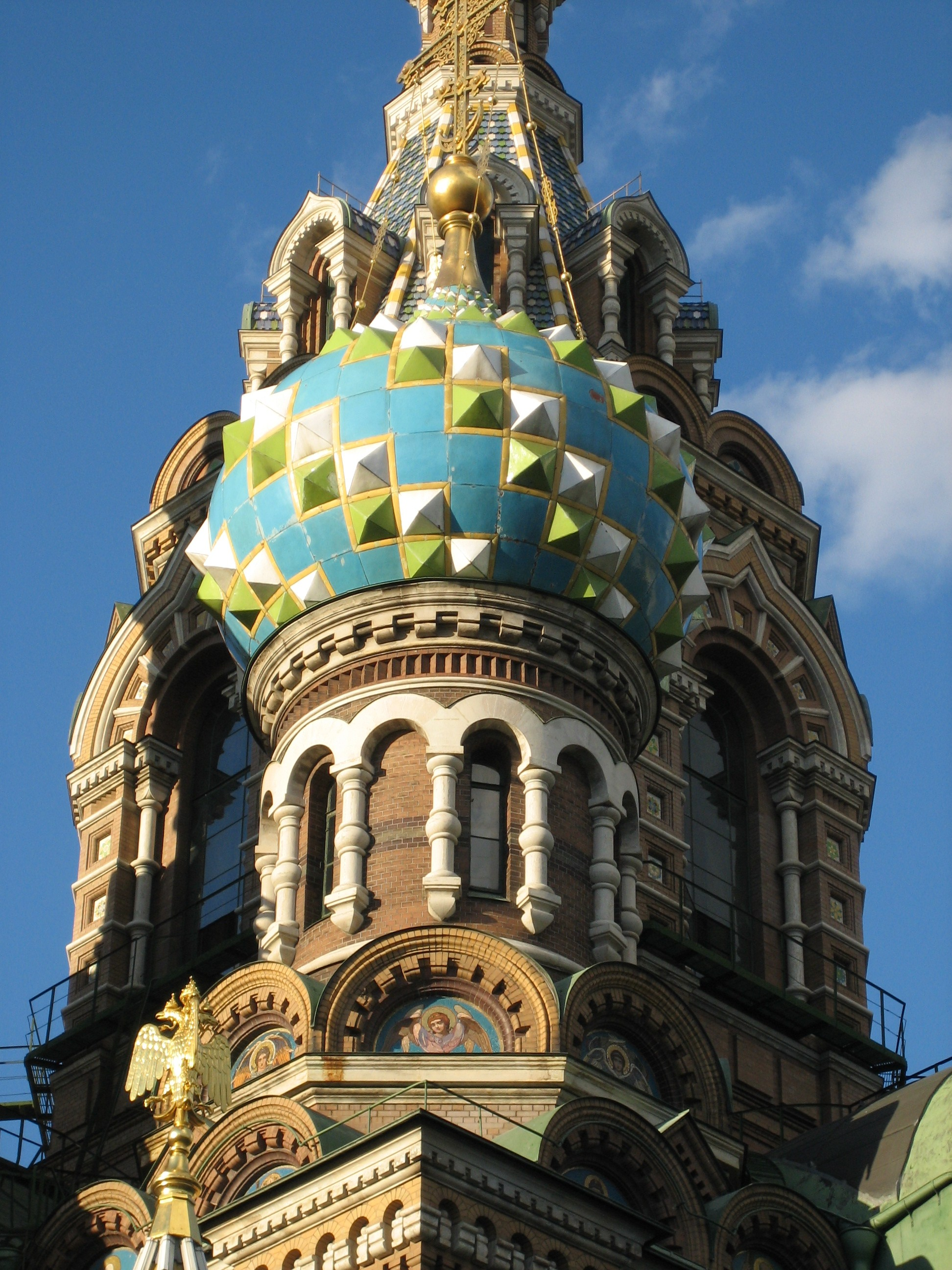
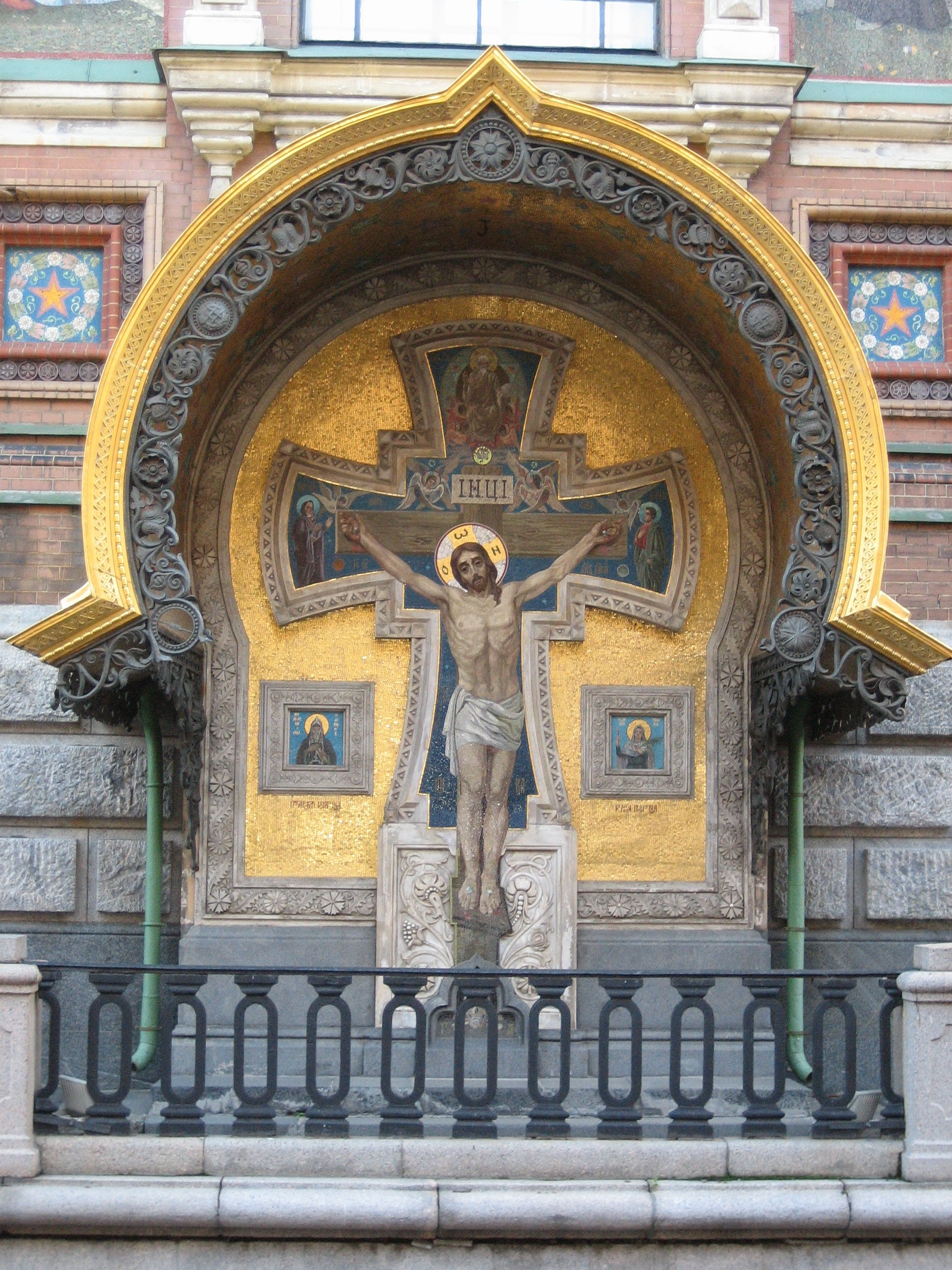